# Championnat de France de basket-ball 1983-1984
Navigation
Saison précédente Saison suivante
La saison 1983-1984 du championnat de France de basket-ball de Nationale 1 est la 62e édition du championnat de France masculin de basket-ball.
Le championnat de Nationale 1 de basket-ball est le plus haut niveau du championnat de France.
Quatorze clubs participent à la compétition. La victoire rapporte 3 points, le match nul 2 points et la défaite 1 point. Les équipes classées 13e et 14e descendent en Nationale 2. 
Le tenant du titre, Limoges, va tenter de réaliser le doublé. Lyon et Challans sont les deux équipes promues pour cette saison. Lyon, 13e et Reims, 14e sont les deux équipes reléguées à l'issue de cette saison 1983-1984.
Limoges a remporté le championnat pour la deuxième fois de son histoire.

## Clubs participants
| Clubs          | Salles (Capacités)                            | Villes       |
| -------------- | --------------------------------------------- | ------------ |
| Antibes        | Salle Salusse Santoni (2000 places)           | Antibes      |
| Avignon        | Cosec Saint Chamand                           | Avignon      |
| Caen           | Palais des Sports (3000 places)               | Caen         |
| Challans       | Salle Michel Vrignaud (2400 places)           | Challans     |
| Le Mans        | La Rotonde (6000 places)                      | Le Mans      |
| Limoges        | Palais des Sports de Beaublanc (5500 places)  | Limoges      |
| Lyon           | Palais des sports de Lyon (6500 places)       | Lyon         |
| ASVEL          | Maison des Sports (2000 places)               | Villeurbanne |
| Monaco         | Salle Gaston Médecin (2500 places)            | Monaco       |
| Orthez         | La Moutète (4000 places)                      | Orthez       |
| Reims          | Complexe René Tys (2800 places)               | Reims        |
| Stade français | Stade Géo André                               | Paris        |
| Tours          | Palais des Sports (4000 places)               | Tours        |
| Vichy          | Palais des sports Pierre Coulon (3300 places) | Vichy        |

## Classement final de la saison régulière
La victoire rapporte 3 points, le match nul 2 points, la défaite 1 point. 
| # | Équipe         | Pts | J  | G  | N | P  | Pp | Pc | Diff |
| 1 | Limoges (T)    | 70  | 26 | 21 | 2 | 3  |    |    |      |
| 2 | Antibes        | 68  | 26 | 21 | 0 | 5  |    |    |      |
| 3 | Le Mans        | 65  | 26 | 19 | 1 | 6  |    |    |      |
| 4 | Stade français | 65  | 26 | 19 | 1 | 6  |    |    |      |
| 5 | Orthez         | 59  | 26 | 15 | 3 | 8  |    |    |      |
| 6 | ASVEL          | 56  | 26 | 15 | 0 | 11 |    |    |      |
| 7 | Avignon        | 50  | 26 | 12 | 0 | 14 |    |    |      |
| 8 | Vichy          | 49  | 26 | 11 | 1 | 14 |    |    |      |
| 9 | Tours          | 45  | 26 | 9  | 1 | 16 |    |    |      |
| 10 | Monaco         | 44  | 26 | 9  | 0 | 17 |    |    |      |
| 11 | Caen           | 43  | 26 | 8  | 1 | 17 |    |    |      |
| 12 | Challans       | 43  | 26 | 8  | 1 | 17 |    |    |      |
| 13 | Lyon           | 36  | 26 | 5  | 0 | 21 |    |    |      |
| 14 | Reims          | 35  | 26 | 4  | 1 | 21 |    |    |      |
| Relégation en Nationale 2(T) = Tenant du titre 1983; # = classement; Pts = points; J = joués; G / N / P = gagnés / nuls / perdus; Pp / Pc / Diff = points pour / contre / différence entre points pour et points contre |                |     |    |    |   |    |    |    |      |

## Leaders de la saison régulière
| Catégorie                  | Joueur              | Équipe  | Statistiques |
| -------------------------- | ------------------- | ------- | ------------ |
| Points par match           | Ed Murphy           | Limoges | 32,3         |
| Rebonds par match          | Harold Johnson      | Antibes | 11,8         |
| Passes décisives par match | Jean-Michel Sénégal | Limoges | 9,5          |

## Récompenses individuelles
| - MVP français : - MVP étranger : - Meilleur espoir : | Hervé Dubuisson (Limoges) Ed Murphy (Limoges) Stéphane Ostrowski (Le Mans) |